# Француска на Дечјој песми Евровизије
Француска је на Дечјој песми Евровизије први пут наступила 2004.

## Емитер
France Télévisions су емитери који имају могућност учествовања и преношења такмичења.

## Национална селекција
Национално финале био је избор којим је француска изабрала свог првог представника и песму.

## Пласмани
Високо шесто место дограбио је Томас Поинтер 2003. године. Након повратка 2018. Француска је освојила високо 2. место са песмом Jamais sans toi (Никад без тебе). Коначно, Валентина је победила за Француску 2020. са песмом J'imagine (Замисли), и постала домаћин 2021. године.

## Представници
| Година    | Извођач(и)       | Песма              | Пласман          | Поени            |
| --------- | ---------------- | ------------------ | ---------------- | ---------------- |
| 2004      | Thomas Pontier   | Si on voulait bien | 6                | 78               |
| 2005–2017 | Није учествовала | Није учествовала   | Није учествовала | Није учествовала |
| 2018      | Angelina         | Jamais sans toi    | 2                | 203              |
| 2019      | Carla            | Bim Bam Toi        | 5                | 169              |
| 2020      | Valentina        | J'imagine          | 1                | 200              |
| 2021      | Enzo             | Tic Tac            | 3                | 187              |
| 2022      | Lissandro        | Oh, maman          | 1                | 203              |
| 2023      | Zoé Clauzure     | Cœur               | 1                | 228              |
| 2024      | Titouan          | Comme çi, comme ça | 4                | 177              |
| 2025      |                  |                    |                  |                  |

## Организовање Дечје песме Евровизије
| Година | Град  | Место одржавања | Водитељ(и)                              |
| ------ | ----- | --------------- | --------------------------------------- |
| 2021   | Париз | Ла сен музикал  | Карла Лазари, Елоди Госуин, Оливје Мине |
| 2023   | Ница  | Палата Никаја   | Лори Тилеман, Оливје Мине               |

## Гласање
Француска  је дала највише поена:
| Ранг | Држава   | Поени |
| ---- | -------- | ----- |
| 1    | Шпанија  | 12    |
| 2    | Румунија | 10    |
| 3    | Хрватска | 8     |

Француска је добила највише поена од:
| Ранг | Држава   | Поени |
| ---- | -------- | ----- |
| 1    | Белгија  | 8     |
| 1    | Шпанија  | 8     |
| 2    | Летонија | 7     |